# Allianz Arena
Allianz Arena er et fodboldstadion i den tyske by München. Stadionet, der blev indviet i 2005, har plads til 75.024 tilskuere (70.000 ved internationale kampe), blev åbnet i maj 2005. Det kostede 286 millioner euro at bygge stadionet. Allianz Arena er til daglig hjemmebane for Bayern München, ligesom Tysklands fodboldlandshold har spillet en række hjemmekampe på stadionet. Det er blevet kåret som Europas mest moderne stadion.

## Navnet
Allianz-gruppen har købt rettighederne til stadionnavet frem til 2041 . Under 2006 FIFA World Cup blev navnet midlertidigt ændret til "FIFA World Cup Stadium Munich", fordi FIFA ikke tillader sponsering af stadionnavne under FIFA's turneringer. Tilsvarende gør sig gældende i UEFA's turneringer, herunder Champions League-kampe, hvor stadionet hedder "Munich Arena".

## Delt ejerskab mellem Bayern München og TSV 1860 München
TSV 1860 München ejede oprindeligt 50% af Allianz Arena, hvor de øvrige 50% var ejet af Bayern München. I forbindelse med at 1860 München fik alvorlige økonomiske problemer i 2006, købte Bayern München i april 2006 1860 Münchens ejerandel for 11 millioner euro. Som en del af aftalen fik 1860 München ret til fortsat at benytte stadionet som hjemmebane.

## Kampe afviklet på Allianz Arena
Allianz Arena har været ramme om en række notable fodboldkampe.
Under VM i fodbold 2006 blev åbningskampen mellem Tyskland og Costa Rica spillet på Allianz Arena, hvor også turneringens semifinale mellem Frankrig og Portugal blev spillet.
UEFA Champions League finalen 2012 blev ligeledes afviklet på Allianz Arena.

## Arkitektur
Allianz Arena er tegnet af det verdenskendte arkitektfirma Herzog & de Meuron. Designet på det karakteristiske stadion er blevet omtalt som "noget der lige er landet fra rummet," og ikke alene har det en unik arkitektur, men hele denne kan lyse op i forskellige farver. Farverne udvælges efter hvem der spiller på stadionet.
Når Bayern München bruger stadionet bliver det lyst op i rød, og når 1860 München spiller er det lyst op i blåt. Når det tyske landshold spiller, er det oplyst i hvid.
Münchens borgmester fik ikke lov af UEFA til at oplyse stadionnet i regnbuefarver under kampen mellem Ungarn og Tyskland i EM i fodbold 2021. Som protest blev 46 andre stadions over hele Tyskland oplyst i regnbuens farver.

## Eksterne links
- Wikimedia Commons har flere filer relateret til Allianz Arena
- Hjemmeside